# Mikazuki Akira

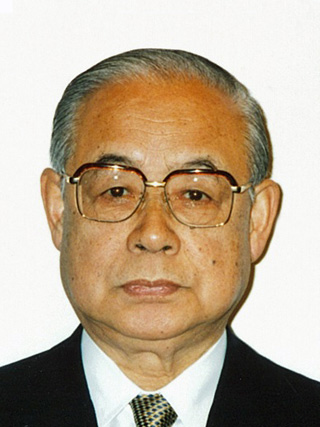
Mikazuki Akira

Mikazuki Akira (japanisch 三ヶ月 章; geboren 20. Juni 1921 in Hamada (Präfektur Shimane); gestorben 14. November 2010) war ein japanischer Rechtsgelehrter und Rechtsanwalt.

## Leben und Wirken
Mikazuki Akira begann nach Abschluss der „1. Höheren Schule alter Art“ (第一高等学校, Daiichi kōtōgakkō) ein Studium der Rechtswissenschaft an der Universität Tōkyō. 1945, nach Beendigung des Militärdienstes, studierte er weiter als (特別研究生, Tokubetsu kenkyūsei) und wurde 1950 Assistenzprofessor, dann Professor. In der Zwischenzeit bildete er sich im Ausland weiter an der Columbia-Universität in New York und an der Universität Erlangen. Von 1976 bis 1978 war er Dekan der Juristischen Fakultät. 1982 wurde er als „Meiyo Kyōju“ verabschiedet.
Sein Spezialgebiet wurde Zivilprozessrecht. 1990 erhielt er das Bundesverdienstkreuz. 1993 wurde er Justizminister im Kabinett Hosokawa. 2005 wurde Mikazuki als Person mit besonderen kulturellen Verdiensten geehrt und 2007 mit dem Kulturorden ausgezeichnet.